# François Natter
François Natter, né le 26 décembre 1922 à Paris et mort le 11 juin 2005 à Bourges, est un universitaire et un intellectuel français du XXe siècle, nationaliste, royaliste, fondateur et doyen de Facultés libres. Il est aussi connu par son nom de plume, Étienne Malnoux.

## Biographie
François Natter a suivi ses études secondaires au Lycée Charlemagne de Paris, puis a été étudiant en khâgne au lycée Henri IV. Il milite aux étudiants d'Action française à la fin de la Seconde Guerre mondiale : il prend part à leur congrès national d'avril 1944 à Lyon, donnant un exposé sur « révolution ou restauration, une constante éternelle d'un ordre nouveau »,. 
Après avoir été assistant dans une école britannique catholique, Natter devient professeur au lycée Alain Fournier de Bourges dans les années 1950, durant une dizaine d'années. Il préside dans cette ville la section locale de l'Association Guillaume Budé,. Et milite au Cercle Fustel de Coulanges. Il enseigne ensuite dans l'enseignement supérieur, à l’Université de Paris (la Sorbonne) puis l'Université Paris-Sorbonne (Paris-IV), comme maître-assistant d'anglais puis maître de conférences.
Membre de la Restauration nationale, il collabore dans les années 1960, sous le pseudonyme d'Étienne Malnoux, au périodique L'Esprit public, antigaulliste et partisan de l'Algérie française. Il cosigne le Manifeste des intellectuels français pour la résistance à l'abandon d'octobre 1960 et adhère dès l'origine, en mai 1961, au SPES (Secours populaire aux familles des personnes épurées ou sanctionnées, devenu le Secours populaire par l’entraide et la solidarité en juillet 1961, de Jean La Hargue. 
Il collabore ensuite à la revue catholique traditionaliste et anticommuniste Itinéraires, dans laquelle il est vent debout contre les réformes universitaires et contre  « la révolution culturelle marxiste » à l'Université. 
Avec ses amis Claude Polin et Claude Rousseau, comme lui maîtres assistants à la Sorbonne, il fonde et préside au lendemain de mai et juin 1968 un Cercle Augustin Cochin, qui se propose « une étude critique des buts et des méthodes de la révolution culturelle ». Fin 1968, ce cercle s'associe à d'autres clubs pour fonder la Confédération des clubs et mouvements libres. Lors de la réunion constitutive, Natter traite du problème de l'éducation : selon lui, le ministre de l'éducation Edgar Faure a complété « l'œuvre médiocre » de son prédécesseur Christian Fouchet et « l'on assiste peu à peu à la mise en place du vieux plan communiste plan Langevin-Wallon »,,. Natter et cette confédération constituent un comité de soutien à Alain Poher en mai. Il participe aussi aux colloques des « intellectuels pour la liberté » de l'Institut d'études occidentales, aux côtés d'intellectuels tout autant opposés au marxisme comme Thierry Maulnier, Paul Sérant ou Louis Rougier. 
Membre du bureau national du syndicat autonome des facultés des lettres, il fonde en réaction aux événements de mai 68 une faculté libre, la Faculté libre internationale pluridisciplinaire (FACLIP), ouverte en novembre 1969 et dont il est le doyen. Comme sa devancière la Faculté libre de droit, d’économie et de gestion (FACO Paris) (FACO) d'Achille Dauphin-Meunier, elle est appuyée par l’Association des parents pour la promotion de l’enseignement supérieur libre (APPESL), fondée en 1967 et présidée par Aimé Aubert. Elle s'installe au 44, rue de Rennes, dans le 6e, à Paris, dans des locaux laissés libres par le déménagement de la FACO rue Broca.
Natter a été suivi par quelques-uns de ses collègues universitaires de la Sorbonne (Paris-IV) ou de Nanterre, comme Frédéric Deloffre, cofondateur de la FACLIP, ou Jacques Rougeot, animateurs de l'Union nationale inter-universitaire, Senninger (français, de Nanterre), Pierre Grimal (latin, de la Sorbonne), Roland Mousnier (histoire, de la Sorbonne), Pillorget (histoire) ou Malliavin (mathématiques, de la Sorbonne), désireux de faire face « à l'emprise idéologique » des universités publiques et « pallier l'inadaptation et l'insuffisance des études supérieures ». 
La FACLIP entend donner un « enseignement conforme au patrimoine intellectuel, spirituel et aux grandes traditions humanistes de la France et de la civilisation chrétienne » et délivré de « l'emprise idéologique, particulièrement intense et nocive en lettres et sciences humaines », des universitaires marxiste, afin d'éviter l'« endoctrinement révolutionnaire » que l'on trouve dans leur enseignement. En première année, un enseignement de culture et d'enseignement général est prévu, pour pallier la baisse du niveau des titulaires du baccalauréat,,. Cette faculté, qui pratique la sélection à l'entrée, et dont les frais d'inscription s'élèvent à 2 000 francs par an à l'origine, attendait plus de 500 étudiants. Une cinquantaine seulement s'est inscrit lors de la première année, du fait de l'incertitude des équivalences des diplômes. La FACLIP entend former des cadres de qualité grâce à son enseignement en lettres et en sciences et des futurs professeurs dès lors qu'elle prépare au CAPES et à l'agrégation. Elle se veut strictement apolitique. Elle a été formée sous le statut de société coopérative à capital variable. Elle est présidée par André Récipon, banquier, catholique contre-révolutionnaire, secondé par Aurélien de Sèze, directeur général. Elle fait face à ses débuts à un problème de financement dès lors qu'elle ne reçoit pas d'aide publique: elle dépend des frais de scolarité (2 500 francs par an en 1971) et du « dévouement de personnes privées, coopérateurs de la société coopérative ». Depuis une loi du 12 juillet 1971, les étudiants de la FACLIP sont interrogés par un jury d'une université publique, en l'occurrence Paris-IV. 
Dans une conférence qu'il donne en 1971 au Centre d'études politiques et civiques, Natter fustige  « l’outrance de quelques gauchistes chevelus » et surtout « l’attaque insidieuse et générale menée contre nos institutions ou plutôt contre le fondement même de notre civilisation », et  le « doute insinué sur la qualité de nos valeurs » qui s’empare « de façon insidieuse, méthodique, sournoise sur les esprits et les âmes ». Il dénonce la « marxisation du corps enseignant », la « démocratisation de l'enseignement » aussi, depuis la réforme qui a mis en place la scolarité obligatoire à 16 ans, « l’abêtissement », « l’abolition du passé » et l’endoctrinement de la « pédagogie nouvelle » qui ont pour conséquence « le nombre d’élèves médiocres et incapables de continuer des études », ce qui entraîne « l’abaissement du niveau intellectuel » des élèves et provoque leurs rancœurs. Natter oppose « les syndicats marxistes, ou marxisants, ou marxisés », au syndicat autonome des facultés des Lettres, qui « fait un bon travail » , et vante l'action de l'Union nationale interuniversitaire (UNI), « un mouvement énergique, bien structuré, dirigé par mon ami Deloffre, qui a un certain style à lui, et qui fait certainement un travail efficace et utile, par son opposition au communisme » et celle des étudiants du Comité des étudiants pour les libertés universitaires (CELU), fondée en juin 1968, « qui ont fait un travail très remarquable d'approfondissement doctrinal ». Il conclut ainsi: « Si les choses ne sont pas arrêtées d'une façon miraculeuse, avant quelques années, dans dix ans, nous serons transformés en république populaire du style Pologne ou Roumanie, sans qu'il se soit passé de révolution violente ». Dans un entretien donné au périodique du CELU  (Université libre) en 1972, Natter affirme encore que « la crise de la jeunesse a bon dos pour servir d'alibi à différentes révolutions: celles qui minent l'Eglise romaine, en particulier en France, la société capitaliste libérale et l'Etat fort, qui tout en prétendant assurer sa défense, livre en fait à sees destructeurs les plus acharnés les grands corps de l'Etat ». Il vitupère une nouvelle fois la marxisation du corps enseignant et la pédagogie nouvelle, qui aurait pour « premier objectif l'abêtissement scientifique et systématique des élèves », et affirme que les « organisations révolutionnaires étudiantes et lycéennes » de mai 68 ont été dirigées et manœuvrées par « les organisations et syndicats marxistes de l'enseignement et les animateurs socioculturels laïcs ou soi-disant catholiques ». 
Natter quitte ensuite la FACLIP pour fonder en 1973 une autre faculté libre, la Faculté libre de Paris et de l'Ile-de-France, qui siège au 233, rue du Faubourg-Saint-Honoré puis 9, place Malesherbes, dans le 17e. Une faculté qui bénéficie de l'appui de l'APPESL d'Aubert, d'une subvention de l'État jusqu'en 1982 et d'un soutien financier de la mairie de Paris de Jacques Chirac de 1982 à 1994, jusqu'à ce que Natter déclare dans le quotidien de l'extrême droite catholique Présent, mis d'ailleurs à la disposition de ses étudiants, que les « universités d'Etat sont politisées, amorales, intellectuellement médiocres et pléthoriques », alors que sa faculté libre est « une entreprise de formation, de salubrité et de désintoxication intellectuelle » dont l'enseignement, « étranger aux agitations politiques et à tout asservissement doctrinal », est « respectueux des valeurs traditionnelles de la civilisation chrétienne ». Le Mouvement contre le racisme et pour l'amitié entre les peuples (MRAP) s'en étant ému, et ayant demandé la fin de cette subvention, le Conseil de Paris la supprime en octobre 1994. Le sénateur du Parti radical de gauche (PRG) et universitaire Gérard Delfau a également protesté, n'admettant pas que l'État subventionne cette faculté dirigée par un doyen se situant « dans la lignée du courant contre-révolutionnaire et antirépublicain »; la subvention de l'État ayant en effet été rétablie en 1993 (200 000 francs).
Dans le même temps, Natter collabore aux Cahiers Charles Maurras, publie des textes de Charles Maurras avec ses amis Claude Rousseau et Claude Polin, professeurs à la FACLIP et donne des conférences sur Maurras et l’enseignement. Sous le nom de plume d’Étienne Malnoux, il dirige de 1974 à son décès une nouvelle mouture de la Revue universelle, La Revue universelle des faits et des idées. En 1976, il cosigne la « déclaration des trente universitaires catholiques » affirmant leur « communion de pensée » avec Mgr Marcel Lefebvre et leur adhésion à « la Tradition catholique », rédigée par Jean de Viguerie et signée aussi par Dauphin-Meunier, Marcel de Corte ou Roland Mousnier,. Il demeure jusqu'à sa mort un conférencier des milieux d'Action française, participant par exemple au colloque « Pour une riposte au socialisme » organisé par l'AF de Pierre Pujo en 1982 ou à un autre colloque en 1987, pour le millénaire capétien, sur « les capétiens et leurs rois »,.